# Явідз
Явідз (пол. Jawidz) — село в Польщі, у гміні Спічин Ленчинського повіту Люблінського воєводства.
Населення — 1351 особа (2011).

## Демографія
Демографічна структура станом на 31 березня 2011 року:
|          | Загалом | Допрацездатний вік | Працездатний вік | Постпрацездатний вік |
| -------- | ------- | ------------------ | ---------------- | -------------------- |
| Чоловіки | 678     | 156                | 471              | 51                   |
| Жінки    | 673     | 137                | 405              | 131                  |
| Разом    | 1351    | 293                | 876              | 182                  |